# 木本雅彦
木本 雅彦（きもと まさひこ、1972年 - ）はUNIX/インターネットのエンジニア,小説家,ライトノベル作家である。WIDEプロジェクトにも参加している。東京工業大学大学院博士課程満期退学後、博士号（理学）取得（2004年）。発表する作品は、エンジニアとしての知識を活かした、情報技術を中心に据えた作風が特徴である。

## 経歴
2006年に、第8回エンターブレインえんため大賞小説部門で『声で魅せてよベイビー』が佳作を受賞し、同作品でデビューした。
2010年に、初の一般文芸作品となる『星の舞台からみてる』を刊行した。
月刊技術雑誌ASCII.technologiesにて、『株式会社・初台アーバンギルド』を連載していた。
ニコニコ動画にVOCALOIDを用いたオリジナル楽曲を発表するなどの活動も行う。
2010年1月にAmazon Kindle用電子書籍である『鋼の記憶を抱いて』を出版する
（本人の主張によれば、現役作家による日本語のオリジナル小説では世界初とのこと）。すべての日本語文字を画像に変換して書き込むことで、日本語文字に対応していないKindleでも日本語文字を表示させた。
2011年5月に第1子となる長男が誕生し、長男がダウン症であることをブログにて告白した。
2013年に、第2回キネティックノベル大賞ノベル＆シナリオ部門で佳作を受賞(受賞作タイトルは「ヒカル・カイメン」)。
2014年には、アスキー・メディアワークスより、「はじめてUNIXで仕事をする人がよむ本」を出版。著者はじめての技術書となる。

## 作品リスト

### フィクション

#### ノンシリーズ
- 声で魅せてよベイビー（2007年1月 ファミ通文庫）
- クロノレイヤーに僕らはいた（2009年5月 トクマ・ノベルズEdge）
- 星の舞台からみてる（2010年5月 ハヤカワ文庫JA）
- くあっどぴゅあ（2010年6月 ファミ通文庫）

#### ノベライズ
- 人生リセットボタン（2013年7月 PHP研究所）- 原案：KEMU VOXX
- 永遠童話 空想世界とオモチャの心臓（2015年5月 KCG文庫）- 原案：まふまふ

#### 単行本未収録
- 「僕の物語」における「の」の物語 - 「S-Fマガジン」2011年7月号（早川書房）掲載
- メロンを掘る熊は宇宙で生きろ - 「NOVA 書き下ろし日本SFコレクション 9」（2013年1月 河出文庫）
- ぼくとわらう - 「NOVA 書き下ろし日本SFコレクション 10」（2013年7月 河出文庫）

### 技術書
- はじめてUNIXで仕事をする人が読む本（2014年3月 KADOKAWA／2018年6月 ドワンゴ）- 共著：松山直道、稲島大輔